# Instrumental (cas)
Pour les articles homonymes, voir Instrumental.
En linguistique, l’instrumental est un cas grammatical exprimant principalement l'instrument (actant dit instrument), le moyen par lequel s'accomplit l'action. En français, la valeur sémantique instrumentale s'exprime généralement par la préposition avec : « Il peint avec un pinceau », ou des locutions comme à l'aide de, au moyen de. Dans d'autres langues, elle s'exprime par une désinence casuelle.
En pratique, dans de nombreuses langues, les frontières morphologiques et/ou sémantiques sont floues entre l'instrumental et d'autres cas ou concepts voisins, comme le comitatif (ou sociatif). Certaines langues, dépourvues de cas instrumental proprement dit, utilisent l'ablatif (comme en latin) ou le datif (comme en grec ancien).

## En basque
En basque, l'instrumental se caractérise par le suffixe -z (-az, -ez) : indéfini buru-z, singulier buru-az, pluriel buru-ez ; avec la tête (il est aussi appelé médiatif).

## En espéranto
En espéranto, on utilise une préposition (per, pere de...) ou une forme adverbiale :
- Li frapis vin per bastono « Il t'a frappé avec un bâton »
- Ili interparolas pere de interpretisto « Ils se parlent par l'intermédiaire d'un interprète »
- frapi bastone « frapper avec un bâton ».

## En estonien
En estonien, il se confond avec le comitatif (suffixe -ga) : auto « voiture » → autoga « en voiture » ou « avec la voiture ».

## En finnois
En finnois, l'instrumental se confond avec l'adessif (suffixe -lla/-llä) : veitsi « couteau » → veitsellä « avec un couteau » ou « sur un couteau ».
Le finnois possède aussi un cas ancien, l'instructif (suff. -in), qui ne connaît pas de différence entre singulier et pluriel et a produit des expressions maintenant figées: paljain silmin « à l'œil nu ».

## En hongrois
En hongrois, le cas instrumental s'exprime au moyen du suffixe -val/-vel, dont le -v- s'assimile lorsqu'il est suivi d'un mot commençant par une autre consonne.
Il correspond en français à la préposition « avec » :
- Ceruzával írok : « J'écris avec un crayon. »
- Este elindulunk Előddel : « Ce soir, nous partons avec Előd. »
- Ővele szívesebben jönnék össze, mint teveled : « Je sortirais plus volontiers avec elle qu'avec toi. »

On l'utilise également avec certaines postpositions, notamment együtt (« ensemble »), szembe (« en face », avec idée de déplacement) et szemben (« en face », « contrairement à ») :
- Nézünk rajzfilmeket a gyerekekkel együtt : « On regarde des dessins animés avec les enfants. »
- A piaccal szemben találhatja : « Vous pourrez le trouver en face du marché. »
- Úszom az árral szemben : « Je nage à contre-courant. »

Le hongrois possède également un suffixe -stul/-stül/-ostul/-astul/-estül/-östül comme reliquat du comitatif, bien que pas considéré comme un cas d'un point de vue strictement syntaxique. Il convoie une idée d'accompagnement, similaire à celle de l'instrumental, tout en transformant le mot en adverbe :
- Családostul megyünk a vidámparkba : « On va au parc d'attractions en famille. »
- Öltönyöstül táncolt : « Il a dansé en costume. »
- Ruhástul ugrott ki a vízbe : « Il a sauté dans l'eau tout habillé. »
- A tojást héjastul ettem : « J'ai mangé l'œuf avec la coquille. »

## En letton
En letton, le même cas (appelé « instrumentālis ») exprime l'instrument proprement dit ou l'accompagnement (sens comitatif). Le terme à l'instrumental est précédé de la préposition ar et prend la forme de l'accusatif au singulier et celle du datif au pluriel :
- es braucu uz Rīgu ar mašīnu « je vais à Riga en voiture »
- es zīmēju ar pildspalvu « je dessine avec un crayon »
- ar brāļu « avec le frère », ar brāļiem « avec les frères ».

## En mongol
En mongol (classique), la déclinaison instrumentale s'applique notamment aux noms (auquel on ajoute le suffixe -iyer/-iyar, -bar/-ber, en fonction de l'harmonie vocalique et pronoms.
- Exemples pour les noms : ger (maison) devient geriyer
- Pronoms : nadabar (je), cimabar (tu), maniyar (nous), taniyar (vous).

## En pandunia
Le pandunia utilise la préposition sa pour introduire l’instrument. À noter que dans cette langue, toute préposition existe également sous forme postposée, dans ce cas su :
- eska te safara sa tren? « est-ce que tu voyages en train ? »
- eska tren su te safara ? « est-ce en train que tu voyages ? »

## En polonais
En polonais, l'instrumental répond aux questions avec quoi ? avec qui ?
- Pojadę samolotem. « J'irai en avion. »
- Jestem z nimi. « Je suis avec eux. »

L'instrumental est aussi utilisé avec les prédicats, noms qui disent quelque chose du sujet.
- On jest lekarzem. « Il est médecin. »

## En russe
En russe, l'instrumental (творительный падеж ) a ses formes propres :
- -ом/-ём pour les substantifs masculins et neutres
- -ым/-им pour les adjectifs masculins et neutres
- -ой / -ёй (-ью) pour le féminin
- -ами au pluriel des 3 genres

mais il peut exprimer plusieurs sens différents :
- l'instrument proprement dit. Ex : Я написал письмо ручкой « J'ai écrit la lettre au (avec un) stylo ».
- un changement de statut. Ex : сегодня я стал американским гражданином « aujourd'hui je suis devenu citoyen américain »
- l'insistance sur un attribut ou une profession. Ex : я работаю переводчиком « je travaille comme / en tant qu'interprète », qui contraste avec я — переводчик « je suis interprète ». L'instrumental peut s'expliquer ici parce que la profession représente un moyen d'effectuer son travail.

Certaines prépositions se construisent, soit systématiquement, soit dans certains contextes (selon le sens) avec l'instrumental :
- sens locatif (sans mouvement) ou temporel :
  - за, « derrière », между au sens de « parmi », над(о) « au-dessus de, sur », перед « devant, avant », под « sous » ou « près de », рядом с « à côté de, auprès de »
- accompagnement ou antagonisme :
  - с(о) « avec »
- sens particuliers divers :
  - за au sens de « à la recherche de », de « au lieu de, à la place de », de durée, de dépassement
  - с(о) dans le sens de « à l'occasion de ».

## En sanskrit
L'instrumental est un des sept cas (huit en comptant le vocatif) du sanskrit. Il recouvre un large éventail de notions :
- le sociatif (accompagnement ou jonction, relations mutuelles, simultanéité ; également : séparation)
- le médiatif (dans le sens d'instrument ou manière, en général ; accessoirement : prix, mesure, comparaison, cause, relation)
- plus généralement, une circonstance essentielle, une détermination indispensable du procès, d'où aurait dérivé l'usage dans les définitions et équivalences (« en tant que, à l'instar de »)
- le temps (la durée), lorsque celui-ci est envisagé comme moyen (période au terme de laquelle le procès vient à achèvement)
- avec certains verbes et adjectifs marquant l'association, la séparation, la plénitude, l'égalité, l'analogie ; avec le système passif ; avec des locutions, souvent familières, à nuance prohibitive.

## En turc
En turc, il existe un cas sociatif qui peut exprimer l'accompagnement comme le moyen :
- Ümit’le çalışıyordum « Je travaillais avec Ümit »
- araba(y)la gidilmez « on ne peut y aller en voiture ».